# Mistrzostwa Świata w Hokeju na Lodzie Kobiet 2011
Mistrzostwa Świata w Hokeju na Lodzie Kobiet 2011 – 13. edycja mistrzostw świata w hokeju na lodzie kobiet, zorganizowana przez IIHF w dniach 16–25 kwietnia 2011 po raz pierwszy w Szwajcarii (w Winterthurze i Zurychu). Po raz pierwszy od dziesięciu lat w turnieju elity wystąpiło 8 zespołów, a nie jak dotychczas dziewięć. Złoty medal obroniły Amerykanki, pokonując Kanadyjki 3:2 po dogrywce. Brązowy medal zdobyły Finki, zwyciężając Rosjanki 3:2 po dogrywce.
Zmagania niższych dywizji odbyły się:
- I Dywizja: Ravensburg
- II Dywizja: Caen
- III Dywizja: Newcastle
- IV Dywizja: Reykjavík
- V Dywizja: Sofia

Po raz pierwszy w mistrzostwach świata hokeistek wzięła udział reprezentacja Polski, która wystąpiła w turnieju V dywizji, rozgrywanym w Sofii.

## Elita
| Lp. | Drużyna           |
| --- | ----------------- |
|     | Stany Zjednoczone |
|     | Kanada            |
|     | Finlandia         |
| 4.  | Rosja             |
| 5.  | Szwecja           |
| 6.  | Szwajcaria        |
| 7.  | Słowacja          |
| 8.  | Kazachstan        |

W tej części mistrzostw uczestniczy najlepsze 8 drużyn na świecie. System rozgrywania meczów jest inny niż w niższych dywizjach.
Pierwsza runda grupowa odbywa się w dwóch grupach po cztery drużyny. Zwycięzca grupy awansuje do półfinałów. Zespoły z miejsc drugich i trzecich awansują do ćwierćfinałów, których zwycięzcy przechodzą do półfinałów. Drużyny które w fazie grupowej zajmą czwarte miejsce rozegrają między sobą mecze o utrzymanie. Drużyna, która dwukrotnie zwycięży pozostaje w elicie, natomiast przegrany spada do I dywizji. O zwycięstwie w turnieju zadecyduje finał w którym wystąpią zwycięzcy półfinałów.
Mecze zostaną rozegrane w Szwajcarii po raz pierwszy w historii. Zawody odbędą się w dniach 16 kwietnia - 25 kwietnia 2011 roku. Pierwsze spotkanie odbędzie się o godzinie 16:00. Będzie to mecz pomiędzy drużynami: Finlandii oraz Kazachstanu. Pierwszą bramkę turnieju zdobyła Finka Pia Lund.
Najskuteczniejszą zawodniczką mistrzostw została Hilary Knight, która zdobyła 14 punktów. Ponadto zdobyła najwięcej bramek i najczęściej asystowała. MVP turnieju została bramkarka drużyny Słowacji Zuzana Tomchikova.

## Pierwsza dywizja
| Lp. | Drużyna  |
| --- | -------- |
| 1.  | Niemcy   |
| 2.  | Norwegia |
| 3.  | Łotwa    |
| 4.  | Austria  |
| 5.  | Chiny    |
| -   | Japonia  |

Do mistrzostw drugiej dywizji przystąpiło 5 zespołów, które walczyły w jednej grupie systemem każdy z każdym. Zwycięzca turnieju awansował do mistrzostw świata elity w 2012 roku, zaś najsłabsza drużyny spadnie do drugiej dywizji.
Mecze rozegrane zostały w niemieckim mieście Ravensburg od 11 do 16 kwietnia 2011 roku.
W tym turnieju miała uczestniczyć reprezentacja Japonii, jednak Japońska Federacja hokeja na lodzie wycofała się z mistrzostw w związku z katastrofalnym w skutkach tsunami, mające miejsce po trzęsieniu ziemi.

## Druga dywizja
| Lp. | Drużyna         |
| --- | --------------- |
| 1.  | Czechy          |
| 2.  | Francja         |
| 3.  | Dania           |
| 4.  | Włochy          |
| 5.  | Wielka Brytania |
| 6.  | Korea Północna  |

Do mistrzostw drugiej dywizji przystąpiło 5 zespołów, które walczyły w jednej grupie systemem każdy z każdym. Zwycięzca turnieju awansował do mistrzostw świata pierwszej dywizji w 2012 roku, zaś najsłabsza drużyny spadła do piątej dywizji.
Mecze rozegrane zostały we francuskim mieście Caen od 4 do 10 kwietnia 2011 roku.
W mistrzostwach nie wystartowała drużyna Korei Północnej. Spowodowane jest to problemami finansowymi koreańskiego związku

## Trzecia dywizja
| Lp. | Drużyna   |
| --- | --------- |
| 1.  | Holandia  |
| 2.  | Australia |
| 3.  | Węgry     |
| 4.  | Słowenia  |
| 5.  | Chorwacja |
| 6.  | Belgia    |

W mistrzostwach trzeciej dywizji uczestniczyło 6 zespołów, które walczyły w jednej grupie systemem każdy z każdym. Zwycięzca turnieju awansował do mistrzostw świata drugiej dywizji w 2012 roku, zaś najsłabsza drużyny spadła do czwartej dywizji.
Mecze rozegrane zostały w australijskim mieście Newcastle od 1 do 6 lutego 2011 roku.

## Czwarta dywizja
| Lp. | Drużyna          |
| --- | ---------------- |
| 1.  | Nowa Zelandia    |
| 2.  | Korea Południowa |
| 3.  | Islandia         |
| 4.  | Rumunia          |
| 5.  | RPA              |
| 6.  | Estonia          |

Do mistrzostw czwartej dywizji przystąpiło 5 zespołów, które walczyły w jednej grupie systemem każdy z każdym. Zwycięzca turnieju awansował do mistrzostw świata trzeciej dywizji w 2012 roku, zaś najsłabsza drużyny spadła do piątej dywizji.
W mistrzostwach nie wystartowała drużyna Estonii, mimo że miała do tego prawo.
Mecze rozegrane zostały w stolicy Islandii - Reykjavíku od 27 marca do 1 kwietnia 2011 roku.

## Piąta dywizja
| Lp. | Drużyna   |
| --- | --------- |
| 1.  | Polska    |
| 2.  | Hiszpania |
| 3.  | Bułgaria  |
| 4.  | Turcja    |
| 5.  | Irlandia  |

W mistrzostwach piątej dywizji uczestniczyło 5 zespołów, które walczyły w jednej grupie systemem każdy z każdym. Zwycięzca turnieju awansował do mistrzostw świata czwartej dywizji w 2012 r. Jako że jest to najniższy poziom mistrzostw, więc nikt nie spadł do niższej dywizji. W turnieju wystartowały Polki, inaugurując tym samym swoje starty w mistrzostwach świata. Pierwszy raz zagrały również Hiszpanki i Irlandki. Mecze rozegrane zostały w stolicy Bułgarii - Sofii, od 14 marca do 19 marca 2011.
Meczem otwarcia było spotkanie Polski z Irlandią. Pierwszą - i jak się później okazało najszybszą - bramkę turnieju zdobyła Aleksandra Berecka, w 18 sekundzie pojedynku. Najwięcej punktów w całym turnieju zdobyła Magdalena Szynal (20 punktów). Uzyskała przy tym najlepszy bilans zdobytych bramek i asyst. Dyrektoriat turnieju wybrał najlepsze zawodniczki na danych pozycjach: na bramce Bułgarka Kamelia Iwanowa w obronie Hiszpanka Vanessa Abrisqueta], wśród napastniczek Polka Karolina Późniewska.